# Gp41

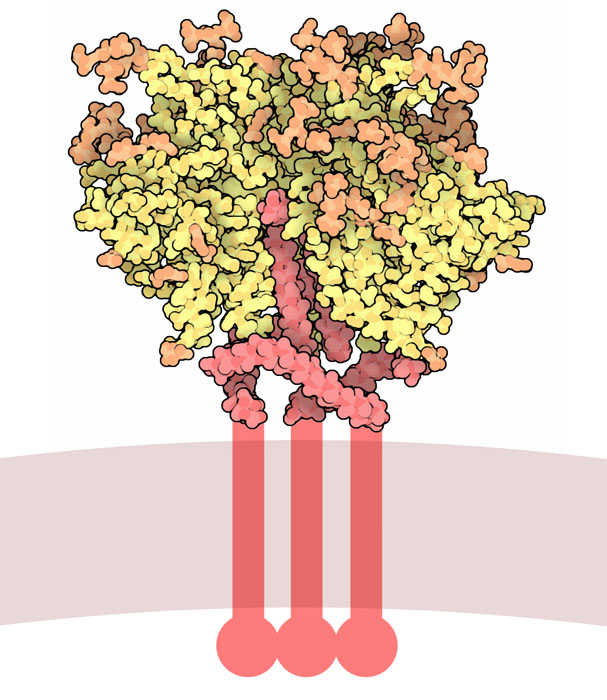
Hiv-spike-eiwit Gp120 (geel) en gp41 (oranje)

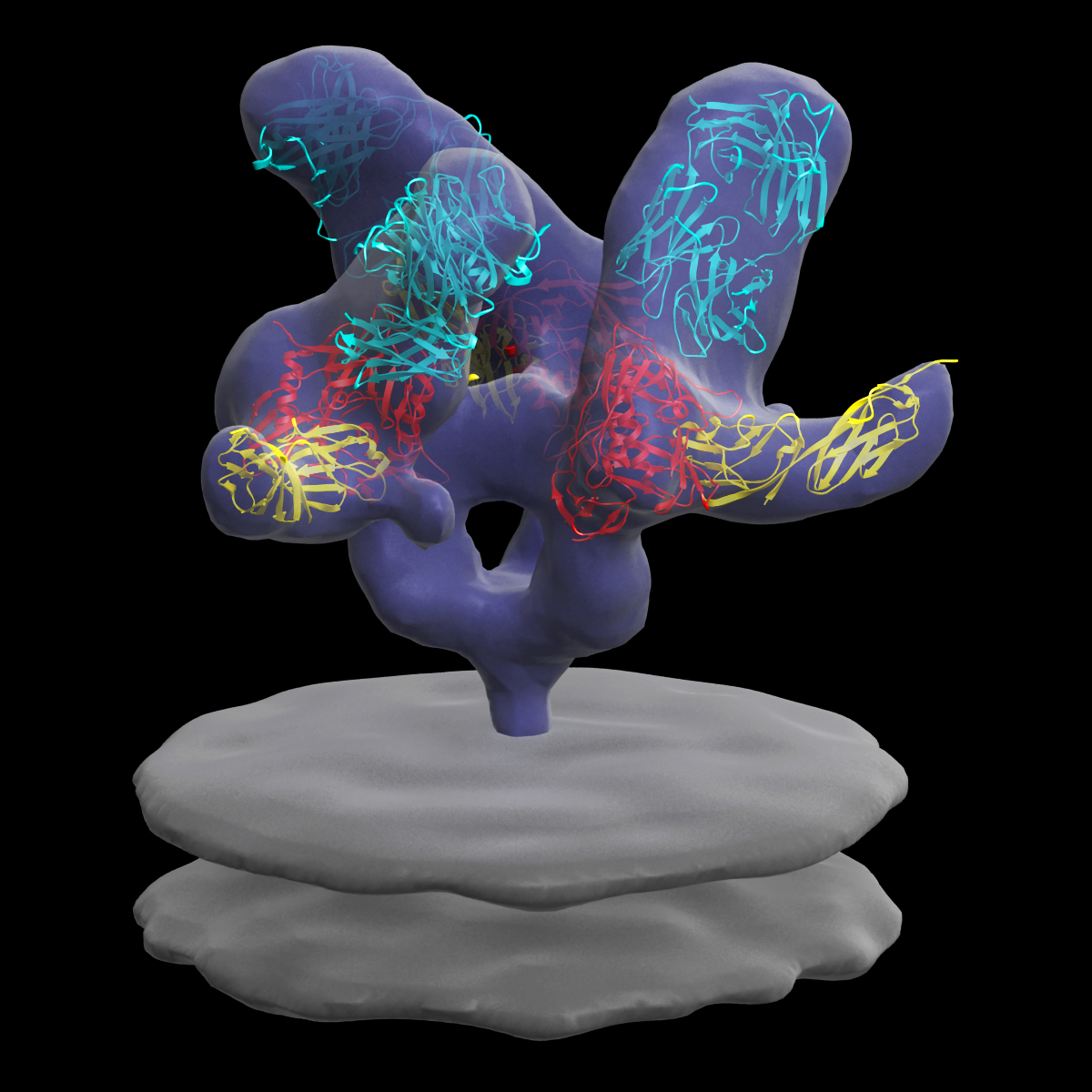
3D print van een Hiv-spike-eiwit met lintdiagrammen van gp120 (onderaan) en gp41 (bovenaan)

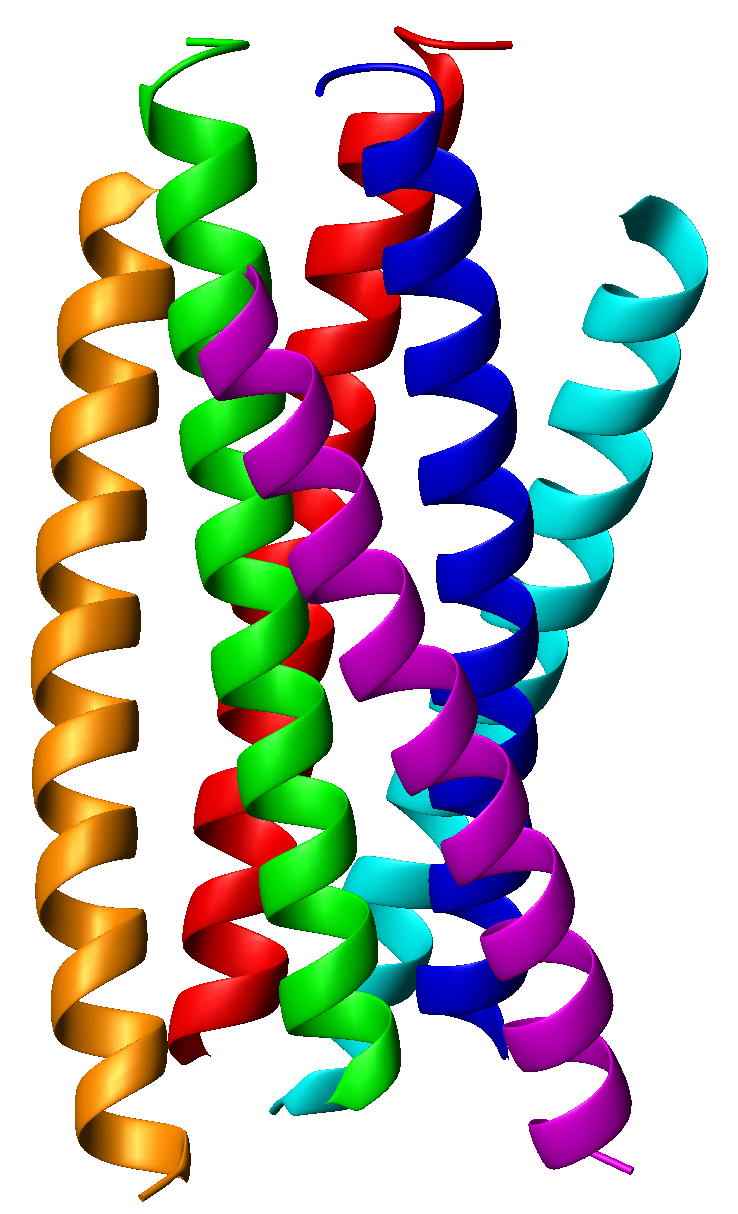
Zijaanzicht lintdiagram van gp41, een driemeer omgeven door drie andere helices in de groeven. De zes ketens zijn gekleurd om ze van elkaar te onderscheiden. De helices van de binnenste trimeer zijn rood-groen-blauw, terwijl de buitenste helices de kleuren goud, cyaan en magenta hebben. Dit hexameer initieert de toegang van het Hiv tot de doelcel.

Gp41 ook bekend als glycoproteïne 41 is een transmembraaneiwit van retrovirussen waaronder Hiv, die samen met gp120 aan de virusenvelop is verankerd via niet-covalente bindingen.
Binding aan CD4 induceert het begin van een cascade van conformatieveranderingen in gp120 en gp41 die leiden tot de fusie van het virusmembraan met het celmembraan van de gastheer. De binding aan CD4 is voornamelijk elektrostatisch, hoewel er vanderwaalskrachten-interacties en waterstofbruggen zijn. Als gevolg van het belang ervan bij gastheercelinfecties heeft gp41 ook veel aandacht gekregen als potentieel doelwit voor Hiv-vaccins.
Het primaire Hiv-envelopgenproduct is het eiwit gp160, dat in het endoplasmatisch reticulum door het in het golgicomplex voorkomende protease furine wordt gesplitst in gp120 (~480 aminozuren) en gp41 (~345 aminozuren).

## Structuur
Drie gp120's en gp41's worden gecombineerd in een trimeer van hetero-dimeren voor het vormen van envelopspike-eiwitten,  die voor de aanhechting en het binnendringen van de gastheercel zorgen. De structuur is buisvormig met een hol centrum dat de toegang van antilichamen remt. Terwijl gp120 zich op het oppervlak van de virusenvelop bevindt, is gp41 het transmembraangedeelte van het spike-eiwitcomplex, waarbij een deel van het glycoproteïne altijd in de virale envelop verborgen blijft.
Gp41 heeft drie prominente domeinen: het ectodomein, het transmembraandomein en het cytoplasmatische domein. Het ectodomein strekt zich uit tot in de extracellulaire ruimte en omvat de aminozuurresiduen 511-684. Het kan verder worden opgesplitst in het fusiepeptidegebied (residuen 512-527), de spiraalvormige N-terminus heptad repeat (N-HR) (residuen 536–590) en de C-terminus heptad repeat (C-HR) (residuen (628–673). Elke groef van de N-HR trimeer heeft een diepe, hydrofobe holte (~16-Å lang, ~7-Å breed en 5–6 Å diep) voor de drie geconserveerde, hydrofobe aminozuurresiduen (W628, W631 en I635) van het C-HR domein. Naast deze drie regio's is er ook een lusgebied met disulfidebindingen die de haarspeldstructuur stabiliseren (de gevouwen conformatie van gp41) en een gebied dat het membraanproximale externe gebied (MPER) wordt genoemd, dat kronkels bevat die antigeendoelgebieden zijn. Het fusiepeptide gebied wordt normaal gesproken verborgen door de niet-covalente interacties tussen gp120 en gp41 op een punt dat er als een buis uitziet. Dit voorkomt dat het fusiepeptide een interactie aangaat met andere gebieden die niet het beoogde doelgebied zijn.

## Functie
In een vrij virion zijn de fusiepeptiden aan de aminozuur-uiteinden van gp41 in het envelopcomplex in een inactieve, niet-fuseerbare toestand die wordt gestabiliseerd door een niet-covalente binding met gp120. Gp120 bindt aan een CD4 en een co-receptor (CXCR4 of CCR5) van T-helpercellen (CXCR4) of macrofagen (CCR5). Als resultaat vindt er een cascade van conformationele veranderingen plaats in gp120 en gp41. Deze conformationele veranderingen beginnen met gp120 dat zich herschikt om de bindingsplaatsen voor de bovengenoemde receptoren bloot te leggen. De kern van gp41 vouwt zich vervolgens in een structuur van een hexameer coiled-coil, waardoor de eerder verborgen hydrofobe gp41-fusiepeptiden bloot komen te liggen. Vervolgens worden ze in het gastheercelmembraan ingebracht, waarna fusie van de membranen kan plaatsvinden. Dit fusieproces wordt vergemakkelijkt door de haarspeldconformatiestructuur. De binnenste kern van deze conformatie bestaat uit 3 N-terminus heptad repeats die hydrofobe holten hebben waardoor het anti-parallel kan binden aan specifieke aminozuurresiduen op de C-terminus heptad repeat. Het activeringsproces vindt gemakkelijk plaats, wat suggereert dat de inactieve toestand van gp41 metastabiel is en dat de conformationele veranderingen ervoor zorgen dat gp41 zijn stabielere actieve toestand kan bereiken. Bovendien zijn deze conformationele veranderingen onomkeerbare processen.

Mechanisme van het binnendringen van het Hiv-virus in de cel: 1. Initiële interactie tussen gp120 en CD4. 2. Conformationele verandering van gp120 maakt secondaire interactie met CXCR4 mogelijk. 3. De distale punten van gp41 zijn ingebracht in het celmembraan. 4. gp41 ondergaat een significante conformationele verandering; vouwing in de helft en een coiled-coil wordt gevormd. Dit proces drukt het virusmembraan en celmembraan tegen elkaar, waarna ze samensmelten.

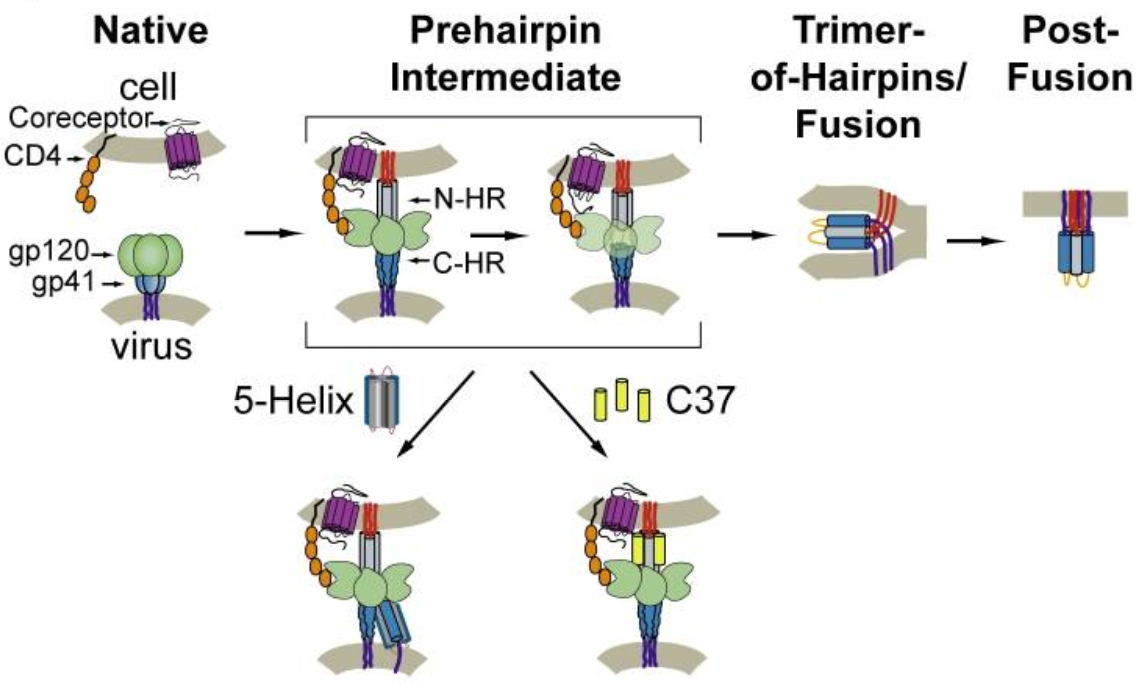
Mechanisme van het binnendringen van het Hiv-virus in de cel en het mechanisme (en:MOA) van de twee binnendringingsenzymremmers 5-Helix en C37